# Всемирная служба погоды
Всемирная служба погоды (ВСП, англ. World Weather Information Service) — организация в составе Всемирной метеорологической организации.
Создана в 1963 году с целью обеспечить оперативное взаимодействие между национальными службами погоды (путем централизованного сбора данных, обмена данными и анализом), включая предупреждения о стихийных бедствиях.
ВСП осуществляет сбор метеорологических, климатологических, гидрологических и океанографических данных с более чем 15 спутников, 100 заякоренных и 600 дрейфующих буев, 3 000 самолётов, 7 300 морских судов и около 10 000 наземных станций. С помощью этих данных и моделей численного прогнозирования погоды формируются ежедневные прогнозы погоды и выпускаются ранние предупреждения о стихийных бедствиях. Всемирная служба погоды также формирует стандарты для измерения собираемых данных.

## Центры
Организация состоит из трёх мировых центров:
- Москва;
- Вашингтон;
- Мельбурн.

Кроме того, действуют более 20 региональных центров.

## Состав ВСП
Включает три составляющих:
- Глобальная система наблюдений (ГСН),
- Глобальная система телесвязи (ГСТ) и
- Глобальная служба обработки данных (ГСОД).

К ВСП относятся различные морские и наземные метеорологические и аэрологические станции, а также космические средства наблюдения, включая спутники, самолёты, трансозонды и метеозонды.
К февралю 2023 года Всемирная служба погоды предоставляет официальную информацию о погоде 3450 городов.